# Ichthyophis bombayensis
Ichthyophis bombayensis es una especie de anfibio gimnofión de la familia Ichthyophiidae. Es endémica de los Ghats Occidentales (India). Su área de distribución se extiende desde Kerala hasta Gujarat.
Los siguientes sinónimos se consideran como tales desde hace poco, por los resultados de estudios que han mostrado que la variación genética entre las cecilias de cola larga y sin franjas de los Ghats Occidentales no es de un grado suficiente como para considerarlas especies distintas:
- Ichthyophis malabarensis Taylor, 1960: forma meridional, conocida solamente por la localidad del tipo nomenclatural.
- Ichthyophis peninsularis Taylor, 1960: forma conocida solamente por el tipo nomenclatural, del que no se sabe con exactitud la localidad de obtención.
- Ichthyophis subterrestris Taylor, 1960: forma conocida solamente por el tipo nomenclatural, cuya localidad de obtención se halla al sur del puerto de Palakkad, en la zona de Cochin y Travancore.

## Descripción
Es de tamaño bastante grande. La coloración es marrón oscura o marrón grisácea, sin franjas laterales. Los ojos se distinguen bien, y están rodeados de un anillo de color claro. Los tentáculos se hallan cerca de los labios y de los ojos.

## Ecología
Los adultos llevan vida subterránea, tal vez parcialmente acuática, ligada a la materia vegetal en descomposición, al humus y al suelo húmedo de bosques tropicales de hoja perenne. También ha sido citada en plantaciones de teca, en tierras de cultivo y en hoyos de basura.
Se considera que es una especie ovípara que hace la puesta en tierra y que las larvas son acuáticas.